# Neoconocephalus infuscatus
Neoconocephalus infuscatus är en insektsart som först beskrevs av Scudder, S.H. 1875.  Neoconocephalus infuscatus ingår i släktet Neoconocephalus och familjen vårtbitare. Inga underarter finns listade i Catalogue of Life.